# Piesarthrius bleeserae
Piesarthrius bleeserae là một loài bọ cánh cứng trong họ Cerambycidae.